# JR貨物UV57A形コンテナ
UV57A形コンテナ（UV57Aがたコンテナ）は、日本貨物鉄道（JR貨物）輸送用として籍を編入している30ft私有コンテナ（通風コンテナ）である。
形式の数字部位 「 57 」は、コンテナの容積を元に決定される。このコンテナ容積57㎥の算出は、厳密には端数四捨五入計算の為に、内容積56.5 - 57.4㎥の間に属するコンテナが対象となる。
また形式末尾のアルファベット一桁部位「A」は、コンテナの使用用途（主たる目的）が「普通品の輸送」を表す記号として付与されている。
1994年度より製造された。